# Piper hirtellipetiolum
Piper hirtellipetiolum är en pepparväxtart som beskrevs av C. Dc.. Piper hirtellipetiolum ingår i släktet Piper och familjen pepparväxter.

## Underarter
Arten delas in i följande underarter:
- P. h. harveyanum
- P. h. tapianum